# Bernard Langevin
Pour les articles homonymes, voir Langevin et Famille Langevin.
Bernard Langevin, dit Tiapa, né le 1er juin 1926 à Paris et mort le 14 juin 2018 dans cette même ville, est un alpiniste, guide de haute montagne, militant communiste et ancien résistant FTP français.

## Biographie

### Jeunesse
Petit-fils du physicien Paul Langevin, Bernard Langevin naît en 1926. Il est lycéen au lycée Henri-IV, où son père Jean Langevin était professeur quand la guerre arrive.

### Clandestinité et Résistance
Tiapa et son cousin Michel entrent alors dans la clandestinité, font partie des FTP, sont incarcérés à la prison de la Santé, puis transférés à la prison des Tourelles, avant d'être libérés par le juge, Achille Olmi, et le directeur de la prison, qui faisaient partie de la Résistance.

### Montagne
À la Libération, Tiapa devenu plombier à Paris est aussi grand amateur de montagne. Il participe à la création du Groupe universitaire de montagne et de ski (GUMS),. Il est membre du comité directeur entre 1950 et 1960 et y anime de nombreux stages.
Grimpeur à Fontainebleau, il se lie d'amitié avec Robert Paragot. Il est admis au Groupe de haute montagne (GHM) en 1964, dont il restera membre jusqu'en 1986.
En 1956 il passe son diplôme d'aspirant guide dans la promotion de Paul Keller pour devenir guide de haute montagne dans les Alpes du sud en 1960, profession qu'il exercera durant soixante ans. Il est inscrit au bureau des guides d'Ailefroide pour lequel travaille aussi Paul Keller.
Il dirige une expédition au Karakoram (Ascension du Mandaraskou) et sera à l'initiative de nombreuses premières.

### Mort
Il meurt à Paris le 14 juin 2018, à l'âge de 92 ans.

## Famille
Bernard Langevin était le fils de Jean Langevin et d'Edwige Grandjouan, le petit-fils de Paul Langevin par son père et le petit-fils du dessinateur Jules Grandjouan (1875-1968) par sa mère. 
Il a eu un fils, le mathématicien Rémi Langevin avec Claire Chavannes, la petite-fille du sinologue Édouard Chavannes (1865-1918), ainsi qu'une fille, Fanny Langevin, ingénieure chimiste, avec la sociologue Annette Mirel.
Il a fait une donation de ses archives familiales au Musée de la Résistance nationale de Champigny-sur-Marne.

## Principales réalisations
- Expéditions himalayennes :
  - 1962: expédition en Hindou Kouch, ascension du Mandaraskou (7 100 mètres) avec Jean Brunaud, Michel Ginat, François Moreau ainsi qu'une équipe polonaise du Wysokogorski club de Varsovie[11]
  - 1965: Projet d'expédition avec Lionel Terray qui s'interrompt à la suite du décès de ce dernier.
- Premières ascensions[12] :
  - 25 juillet 1954: Contrefort médian Face Est Les Bans avec Jacques Dupin
  - 15 août 1955: Face est de l'Ailefroide Orientale avec Jean Vernet
  - 17 août 1957: Face sud-est du Petit Pelvoux avec Paul Keller
  - 1er août 1960: Face est de l'Ailefroide occidentale avec Marcel Molinatti et Jean Vernet
  - 8 août 1963: Voie Directe de la face sud des Bans avec André Giraud, Jean-Pierre Fédèle et Jean Lepeut[2]
  - août 1965: Face nord du Sirac massif des Bans avec Jean Lepeut et Jean Vernet
  - 23 aout 1970: Pilier Nord du Bonvoisin massif des Bans avec Léon Herzberg, Jean-Pierre Ulrich et Marcel Molinatti